# Barabbas Dialogen
Aulis Sallinen componeerde de Barabbas Dialogen opus 84 in 2002-2003.
De compositie is in opdracht geschreven van het Festival in Naantali, Finland. Sallinen werd mede geïnspireerd tot dit werk vanwege het feit dat (net zoals in Nederland voor de Nederlanders) een nieuwe Bijbelvertaling gereed kwam voor de Finnen. De Finnen zijn overwegend Luthers. Normaal staat dialoog voor een tweegesprek, hier staat het ook voor de invloed die twee mensen op elkaar uitoefenen. Voor de beschrijving van hoofdfiguur en verhaal wordt verwezen naar Barabbas.

## Compositie
Het werk is geschreven voor:
- bariton (Barabbas)
- mezzo-sopraan (de vrouw)
- bas-bariton (Judas)
- sopraan (het meisje)
- tenor (de jongeling)
- een verteller (een van de twaalf)
- accordeon, viool, cello, dwarsfluit, klarinet, percussie en piano

De dialogen zijn genummerd:
1. Nocturne (vrouw en Barabbas)
2. Pasen I (Judas en een van de twaalf)
3. Pasen II (Barabbas en een van de twaalf)
4. Pasen III (Judas en een van de twaalf)
5. Pas de deux (meisje en jongeling)
6. Passacaglia (vrouw, Barabbas, meisje en jongeling)
7. Finale (allen)

De Finse teksten zijn grotendeels aan de Bijbel ontleend, maar ook aan gedichten van schrijver Lassi Nummi en Aulis Sallinen zelf.
De muziek klinkt vooral in het begin sinister en af en toe is de bezetting zo gering, dat men één op één speelt (vocaal tegenover instrument). De muziek klinkt zonder meer als een 20e-eeuwse compositie, maar dan wel weer vrij traditioneel. is Tegenover die bijna romantische muziek geeft het Fins met zijn vele scherpe klanken (veel "au"'s) het werk een knauwerig karakter voor mensen die niet aan die taal gewend zijn. Voorts blijft het bijzonder een accordeon aan te treffen in een klassiek werk, het instrument is zeer populair onder de Finnen.
De 54 minuten durende compositie is moeilijk in te delen. Op de vraag wat het nu precies is, een liederencyclus, een oratorium, een cantate, muziektheater of iets anders, antwoordde Sallinen, dat het een kunstwerk is en dat het voor hem niet belangrijk is of het ergens bij in te delen was, de geschiedenis zou het leren.
Sallinen extraheerde uit deze compositie zijn latere Kamermuziek V.

## Bron
- Uitgave CPO